# Ilse Losa
Pour les articles homonymes, voir Losa.
Ilse Losa, née le 20 mars 1913 à Buer près de Hanovre en Allemagne, morte le 6 janvier 2006 à Porto au Portugal, est une écrivaine portugaise.

## Biographie
D'origine juive, Ilse Lieblich est contrainte de s'exiler en 1930 en raison non seulement de son ascendance mais également de ses convictions et engagements politiques. Elle se réfugie d'abord en Grande-Bretagne avant de s'installer à Porto. Elle y rencontre l'architecte Arménio Taveira Losa (pt) avec qui elle se marie. 
Elle est l'auteur de livres pour la jeunesse, comme A Flor Azul (Une rose américaine) mais aussi de chroniques de voyages et de romans et récits, souvent autobiographiques, qui évoquent les persécutions nazies et l'adaptation parfois difficile à l'exil et à une nouvelle patrie. Elle est l'auteur de O mundo em que vivi (Le Monde où j’ai vécu), paru en 1943, Sob céus estranhos (Sous les cieux étranges) paru en 1962 qui est un portrait de la ville de Porto. 
Ilse Losa a traduit Bertolt Brecht et Max Frisch. 
En 1995, elle est faite commandeur de l'Ordre de l'Infant Dom Henri. 